# 5228 Máca
5228 Máca este un asteroid din centura principală de asteroizi.

## Descriere
5228 Máca este un asteroid din centura principală de asteroizi. A fost descoperit pe 3 noiembrie 1986 la Observatorul Kleť de Zdeňka Vávrová. Asteroidul prezintă o orbită caracterizată de o semiaxă mare de 3,11 ua, o excentricitate de 0,16 și o înclinație de 1,3° în raport cu ecliptica.